# إدوارد لويس يونغ
إدوارد لويس يونغ (بالإنجليزية: Edward Lewis Young)‏ هو مصرفي أمريكي، ولد في 1862، وتوفي في 24 مارس 1940.